# كويتشي كوباياشي
كويتشي كوباياشي (5 مايو 1960 فوكوكا اليابان - ) هو لاعب كرة قدم ياباني، يلعب كمهاجم.